# Hart of Dixie
Hart of Dixie (titulada Doctora en Alabama en España y En el corazón del sur en Hispanoamérica) es una serie de televisión estadounidense del género comedia dramática que se estrenó en The CW el 26 de septiembre de 2011. La serie fue creada por Leila Gerstein, 
El 18 de julio de 2014, el presidente de The CW Mark Pedowitz anunció que Hart of Dixie tendría diez episodios en la cuarta temporada, debido al embarazo de su protagonista Rachel Bilson, quien espera su primer hijo junto a su pareja, el actor Hayden Christensen.

## Argumento
La doctora Zoe Hart aspira a ser como su padre y convertirse en cirujana cardiotorácica. Después de cuatro años de residencia en un hospital de Nueva York, Zoe no obtiene una beca por ser demasiado fría con los pacientes y acepta una oferta hecha años atrás de trasladarse hacia el sur y trabajar en una pequeña clínica médica en el pueblo de Bluebell, Alabama. Allí, descubre que el hombre que le había ofrecido el trabajo era su verdadero padre biológico; y Zoe decide quedarse en la clínica con el fin de aprender más sobre él. A lo largo de la serie  se encuentra a menudo en problemas por no entender las formas de los habitantes sureños. Se enamora rápidamente de George, pero opta por mantenerse en segundo plano ya que él está comprometido, y comparte una coqueta amistad con Wade.

## Reparto
- Rachel Bilson como la Dra. Zoe Hart. Zoe aspira a convertirse en una cardiocirujana tan buena como su padre. Tras cuatro años de residencia en el Hospital de Nueva York, finalmente no consigue la beca de investigación por no saber tratar a los pacientes adecuadamente. Su carácter aséptico y su falta de empatía le cuestan su plaza en el hospital... Paradójicamente, Zoe no tiene el suficiente “corazón” para ser una buena cirujana de corazón. Si desea conseguir la beca para el año siguiente Zoe tendrá que trabajar de médico general, por lo que decide aceptar la oferta de un hombre misterioso para trabajar en una consulta en Bluebell, un pequeño pueblo sureño. Acostumbrada a la vida impersonal y lujosa vida de la Gran Manzana, Zoe tendrá que adaptarse al día a día de un pueblo en el que los vecinos cuidan unos de otros, el cartero sabe su nombre y tienen desfile cada martes…
- Scott Porter como George Tucker. George es el prometido de Lemon. Antes de mudarse a Bluebell, George trabajó como abogado en un importante bufé de Nueva York. Suele coincidir mucho con Zoe, a quien confiesa que si se casa con Lemon es por lo maravillosa que era en el instituto, cuando la conoció. Aunque quizá no tenga ojos sólo para ella…
- Jaime King como Lemon Breeland, hija del doctor Brick Breeland, está prometida con George Tucker aunque con algunos secretos de por medio. Pronto se convierte en la mayor rival de Zoe, pues considera que ésta es un inconveniente en su ‘vida perfecta’ y chocan a menudo debido a su opuesta forma de pensar..
- Cress Williams como Lavon Hayes, jugador de fútbol americano durante diez años y alcalde de Bluebell, tiene como mascota a un cocodrilo llamado Burt Reinolds. Mantiene una relación especial con Lemon, aunque cuando llega Zoe nace una gran amistad entre ellos.
- Wilson Bethel como Wade Kinsella. Wade es camarero, además del vecino de Zoe. No comienzan con buen pie, ya que ambos se conocen porque Wade organiza una fiesta en su casa que provoca un apagón en la de Zoe. La relación entre ellos tiene sus más y sus menos, rozando más el menos que el más... pero del odio al amor, como dicen, hay un paso.
- Tim Matheson como el Dr. Brick Breeland, el padre de Lemon, quien también es médico y comparte las acciones de la mitad de la clínica local de Bluebell con Zoe.